# Народная латынь
Народная латынь; известна также как «вульгарная латынь», поздняя латынь и народно-латинский язык (лат. sermo vulgaris) — разговорная разновидность латинского языка, распространённая в Италии, а позже и в провинциях Римской империи. Противопоставляется письменной литературной форме. Именно народная латынь (а не классическая латынь) является непосредственным предком романских языков. С другой стороны, не во всех регионах её распространения ныне существуют романские языки. Своего наибольшего географического распространения народная латынь достигла в III веке н. э., в период максимального расширения границ Римской империи. С конца III, и особенно между V и VII веками, во время Великого переселения народов, языковые границы народно-латинского (романского) ареала в регионах так называемой Старой Романии существенно сократились. Так, в Северной Африке народная латынь была полностью вытеснена арабским языком, а в Британии — германскими наречиями (правда, народная латынь оказала значительное влияние на местные кельтские языки). Регионы, где латинский язык постепенно исчез (Паннония, Иллирия, Римская Британия, Римская Германия, Римская Африка), получили название Romania submersa.

## Примеры
- Первыми от общего народно-латинского ареала Римской империи откололись носители так называемой балканской латыни, продолжавшие населять Римскую Дакию (ныне Трансильвания), которую римская администрация официально покинула в 271 году, и Балканы. Так начался процесс становления современного румынского языка.
- Разговорный латинский язык в Африке до XII века сохранялся в оазисе Капса (соврем. Гафса, Тунис), но был постепенно вытеснен арабским языком.

## Распространение
Разговорный латинский язык являлся одним из италийских языков и в VIII в. до н. э. (дата предположительного основания города Рима) имел довольно узкое использование в качестве родного языка индоевропейского племени латинов в долине реки Тибр на территории Лациума (совр. Лацио). По мере расширения власти римского государства на Апеннинском полуострове, латинский язык получает всё большее распространение в качестве основного средства межнациональной коммуникации и торговли (лингва франка) как между родственными италийскими (оски, умбры, латины), так и между неродственными (средиземноморскими) народами (этруски), которые усваивают латынь в устном варианте и оказывают на неё субстратное влияние. По мере расширения Римской империи, в результате межэтнических контактов и романизации, латинский язык усваивался всё большим количеством разнообразных народов на всё большей территории, что привело к возникновению региональной дифференциации его устных вариантов, в то время как письменный и официальный язык сохранялся практически без изменений с I века нашей эры и по-прежнему использовался в ведении государственных дел.